# Nógrádmarcal
Nógrádmarcal ist eine ungarische Gemeinde im Kreis Balassagyarmat im Komitat Nógrád.

## Geografische Lage
Nógrádmarcal liegt 32 Kilometer südwestlich des Komitatssitzes Salgótarján, 9 Kilometer südöstlich der Kreisstadt Balassagyarmat, an dem Fluss Csitári-patak. Nachbargemeinden sind Őrhalom, Csitár, Iliny, Cserhátsurány, Cserháthaláp, Mohora und Szügy.

## Geschichte
Im Jahr 1913 gab es in der damaligen Kleingemeinde 144 Häuser und 819 Einwohner auf einer Fläche von 3464  Katastraljochen. Sie gehörte zu dieser Zeit zum Bezirk Balassagyarmat im  Komitat Nógrád.

## Sehenswürdigkeiten
- Heimatmuseum (Tájház)
- Nepomuki-Szent-János-Statue
- Römisch-katholische Kirche Mindenszentek, erbaut 1773 im barocken Stil, der Turm wurde später hinzugefügt
- See (Mixi-tó)

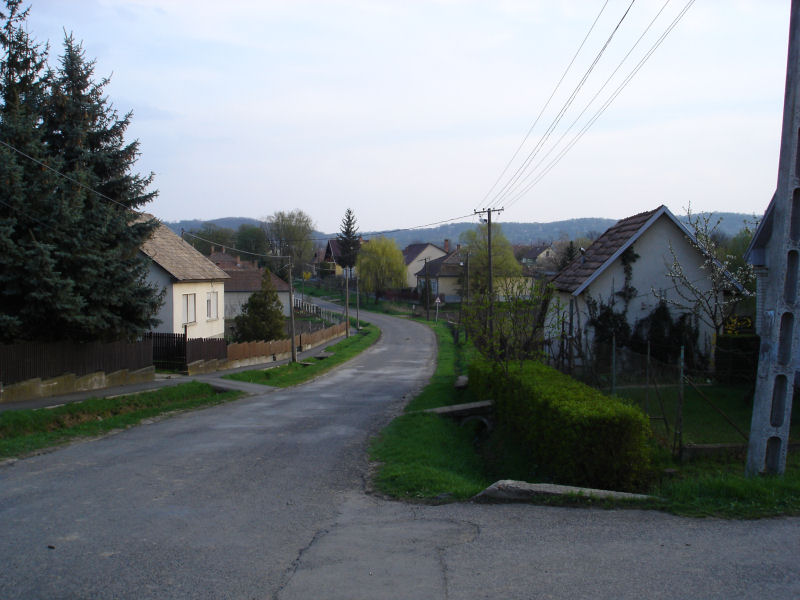
Blick auf Nógrádmarcal
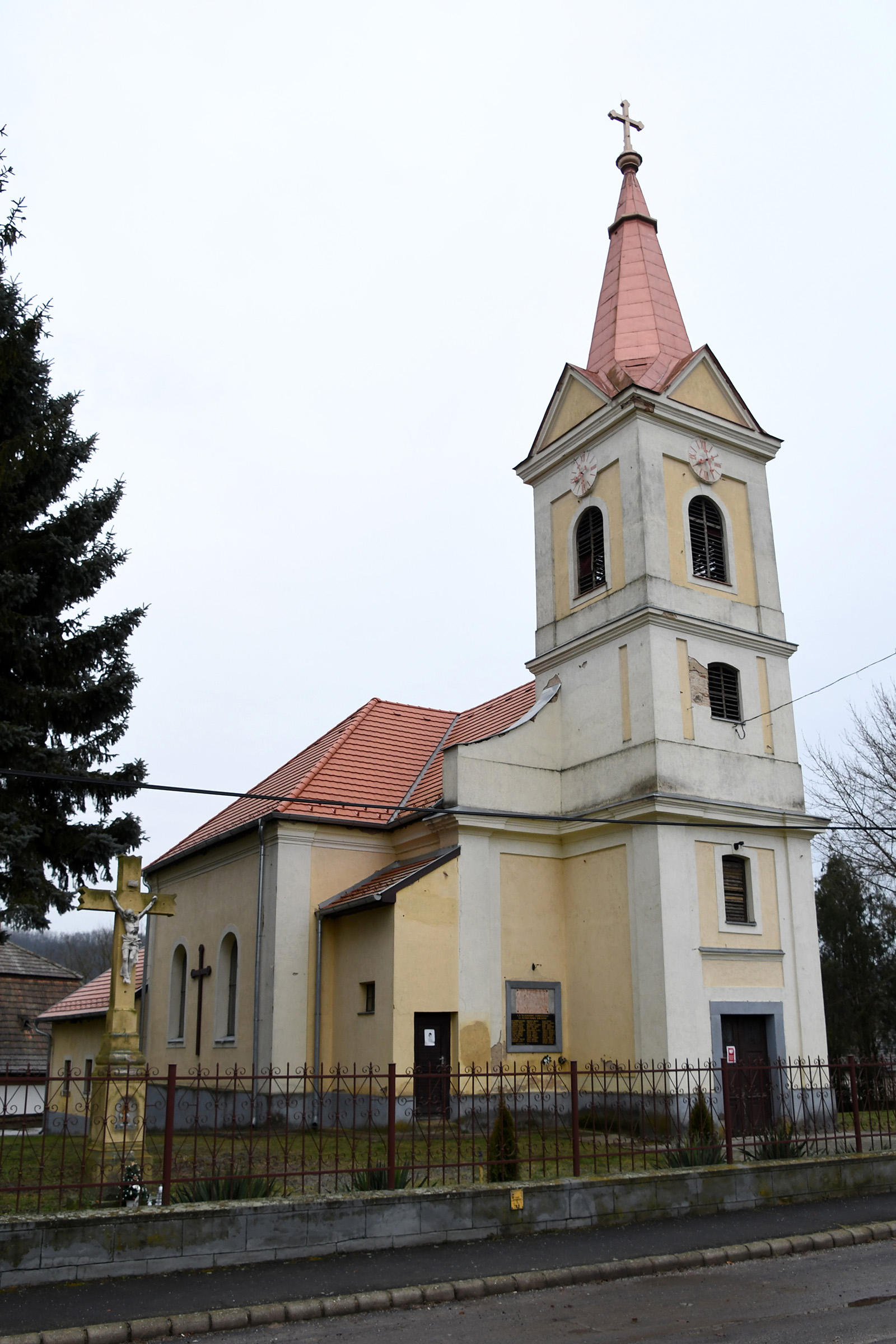
Römisch-katholische Kirche Mindenszentek
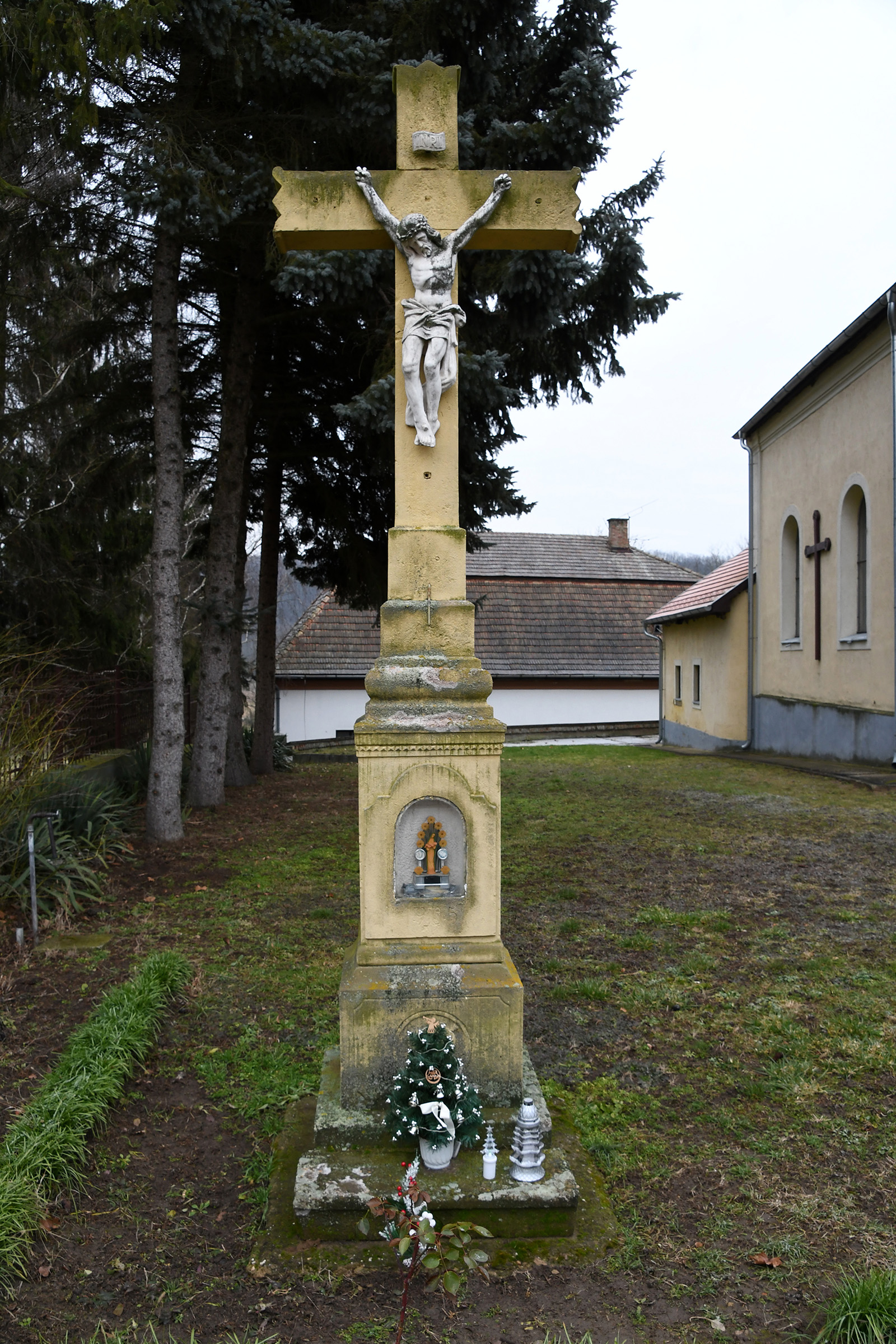
Kruzifix im Kirchgarten
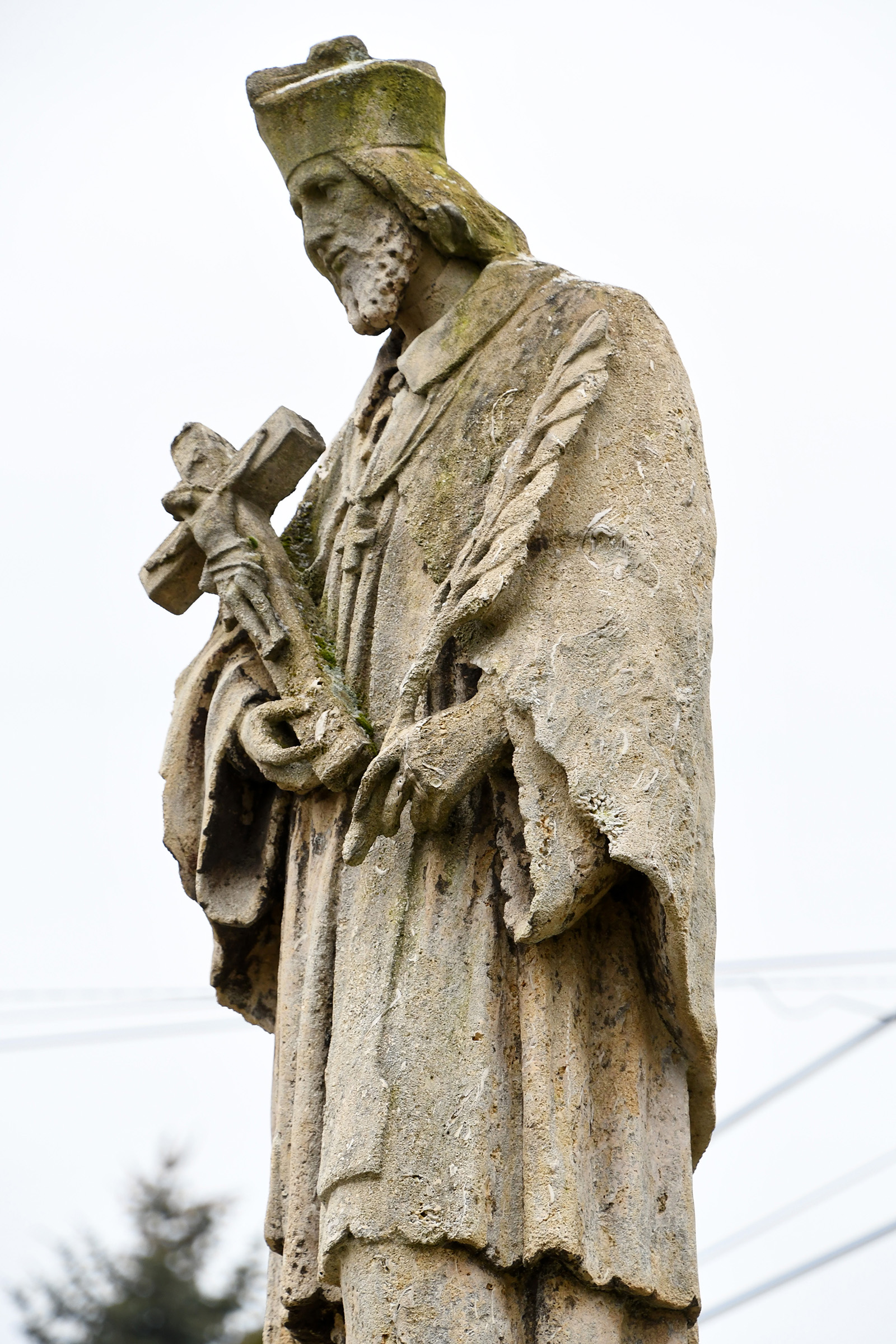
Nepomuki-Szent-János-Statue

## Verkehr
Durch Nógrádmarcal verläuft die Nebenstraße Nr. 21129. Es bestehen Busverbindungen nach Csitár, Iliny, Patvarc, Balassagyarmat, Szügy und Rétság. Der nächstgelegene Bahnhof befindet sich sechs Kilometer westlich in Szügy.